# Тржишна равнотежа
Тржишна равнотежа постоји онда када се обим понуде изравњава са обимом тражње, на бази посредничке улоге механизма цијена. То је стање на тржишту при коме огромној већини тржишних субјеката одговарају дати конјуктурни услови.
Цијена која чисти тржиште је цијена која доводи у равнотежу количине које купци желе да купе са количинама које продавци желе да продају. Та цијена се зове и тржишни еквилибријум. Математички гледано, тржишна равнотежа представља тачку у којој се сијеку криве понуде и тражње. Тржишна равнотежа није увијек једнака равнотежној цијени, већ је виша или нижа од те цијене. Тада се јавља или вишак понуде или вишак тражње. 

## Закон понуде и тражње
- Различити интереси произвођача и потрошача
  - Произвођачи:максимизација профита.
  - Потрошачи:максимизација корисности са датим дохотком.
- Закон понуде
  - Са повећањем цијене повећава се и понуђена количина.
  - Са смањењем цијене смањује се понуђена количина.
- Закон тражње
  - Са повећањем цијене смањује се тражена количина.
  - Са смањењем цијене повећава се тражена количина.[3]

## Вишак и мањак добара
Вишак добара на тржишту ће се појавити када је понуда неког добра већа од тражње за тим добром. Мањак добара на тржишту ће се појавити када је тражња за неким добром већа од понуде.